# Claviorgano
Il claviorgano è uno strumento musicale, usato soprattutto tra il XV e il XVIII secolo, che nasce dalla combinazione o fusione di un clavicembalo (o anche un clavicordo, una spinetta o, più tardi, un pianoforte) con un piccolo organo.

## Storia e descrizione

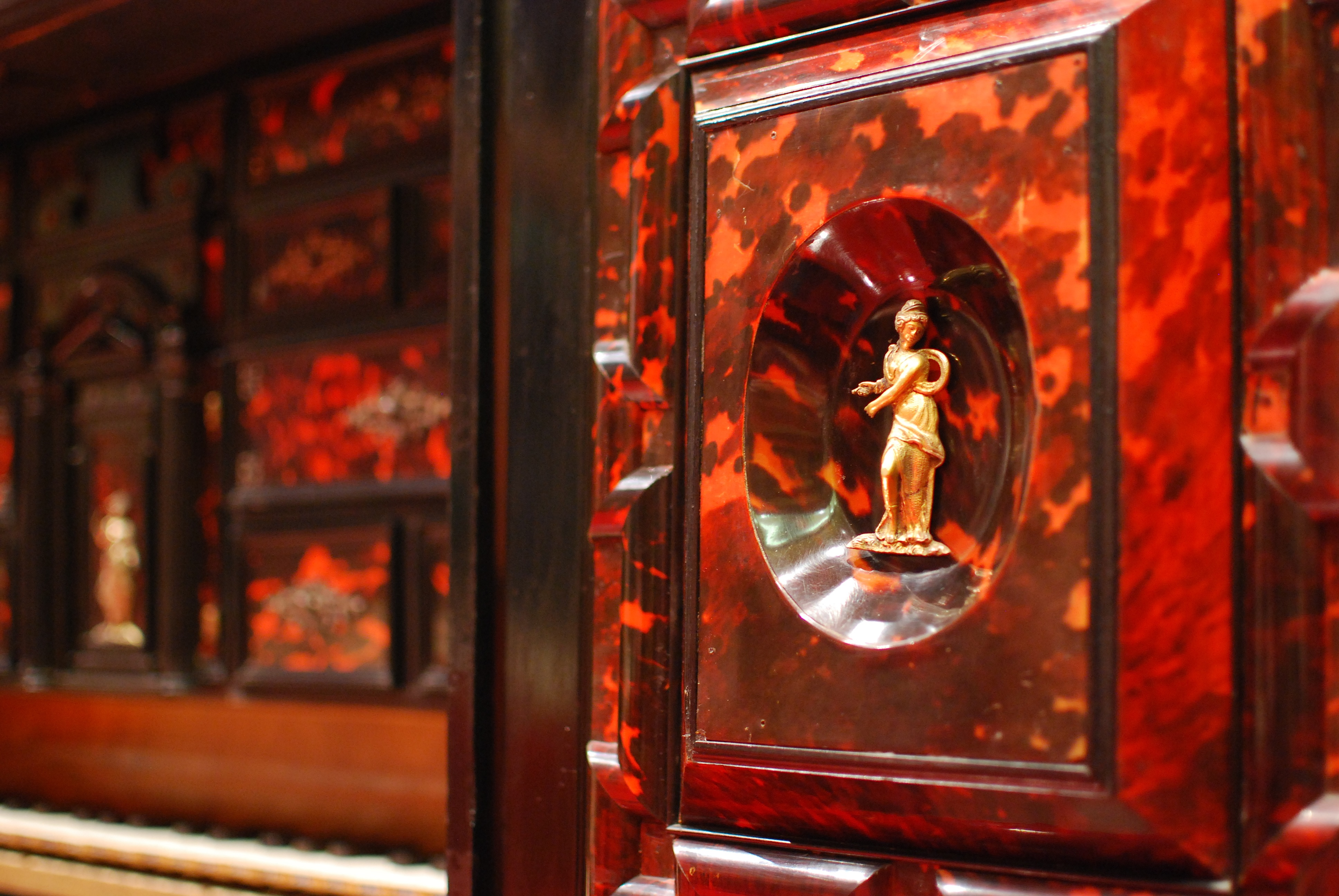
Dettaglio del Claviorgano Hauslaib, Museu de la Música de Barcelona (MDMB 821)

Parte della meccanica coincide con quella del clavicembalo e parte ha dinamica alimentata a stantuffi coincidente con quella dell'organo, i due strumenti spesso sono sovrapposti e collegati da un particolare meccanismo. La prima descrizione pervenutaci, dello strumento risale al 1460, mentre la parola "claviorgano" sembrerebbe comparire per la prima volta nel 1480. Il più antico esemplare di claviorgano, pervenuto fino ai giorni nostri, è conservato presso il Victoria and Albert Museum, fu costruito nel 1579, in Inghilterra, dal fiammingo Ludowijk Theewes. In epoca contemporanea sono pochissimi i costruttori di strumenti che realizzano claviorgani; un claviorgano è stato appositamente costruito per il "Festival Internazionale di Claviorgano" di Foligno, realizzato congiuntamente dalle ditte Barucchieri di Castiglion Fiorentino (per la parte costituita dal clavicembalo) e Pinchi di Foligno (per la parte costituita dall'organo), in cui le due parti sono collegate da un dispositivo in titanio. Un altro è stato costruito dal clavicembalaro William Horn e dall'organaro Andrea Zeni.

## Rassegne musicali
La prima (e finora unica) rassegna musicale interamente dedicata al claviorgano è il "Festival internazionale di claviorgano" che dal 2003 si è svolto annualmente a Foligno nella seconda metà di ottobre.
Dall'estate 2008 il festival si svolge nella città di Erice.

## Discografia
Tra i dischi dedicati a questo strumento, sono da segnalare:
- 2004: CD "Bach, Bull, Byrd, Gibbons, Etc / Gustav Leonhardt, Claviorganum", Compositori: Hans Leo Hassler,  Nicholas Strogers, William Byrd,  John Bull,  Orlando Gibbons, Johann Pachelbel, Johann Christoph Bach, Christian Ritter, Johann Sebastian Bach, Interprete: Gustav Leonhardt, Etichetta: Alpha Productions
- 2003: CD "Musica per claviorgano" Compositori: Johann Sebastian Bach, Dietrich Buxtehude, Jan Pieterszoon Sweelinck, Johann Pachelbel, Girolamo Frescobaldi Interprete: Claudio Brizi Etichetta: Camerata
- 1995: CD "Fin de siècle à Venise",  Compositori: Marco Facoli, Andrea Gabrieli, Giovanni Maria Radino, Orlando di Lasso, Giovanni Picchi, Claudio Merulo. Interprete: Jean-Marc Aymes, clavicembalo, claviorgano, con la partecipazione di Maria Cristina Kiehr, soprano. Etichetta: L'empreinte musicale/Harmonia Mundi.
- 2015: CD "Claviorganum", Orchestra del  Maggio Musicale Fiorentino, Massimiliano Muzzi Claviorgano. Etichetta: Suono.